# Loganathan Arumugam
Loganathan Arumugam (Penang, 15 de julio de 1953 - Penang, 4 de junio de 2007), conocido también como Loga, fue un cantante malasio. Formó parte de uno de los miembros y fundadores de la banda Alleycats. Loga, fue el colíder y vocalista de Alleycats después de su hermano mayor, David. Falleció víctima de una enfermedad del cáncer de pulmón en el Hospital Monte Miriam de Penang el 4 de junio de 2007. Dejó dos niños y a su esposa, Susan Lovie.